# Flåtjärnen, Härjedalen
Flåtjärnen är en sjö i Härjedalens kommun i Härjedalen och ingår i Göta älvs huvudavrinningsområde. Sjön har en area på 0,199 kvadratkilometer och ligger 866,3 meter över havet. Flåtjärnen ligger i Rogen Natura 2000-område.

## Delavrinningsområde
Flåtjärnen ingår i det delavrinningsområde (690979-133271) som SMHI kallar för Utloppet av Flåtjärnen. Medelhöjden är 908 meter över havet och ytan är 2,73 kvadratkilometer. Det finns inga avrinningsområden uppströms utan avrinningsområdet är högsta punkten. Vattendraget som avvattnar avrinningsområdet har biflödesordning 3, vilket innebär att vattnet flödar genom totalt 3 vattendrag innan det når havet efter 728 kilometer. Avrinningsområdet består mestadels av kalfjäll (90 procent). Avrinningsområdet har 0,2 kvadratkilometer vattenytor vilket ger det en sjöprocent på 7,3 procent.